# Bourg-le-Roi
Ne doit pas être confondu avec Bourg-la-Reine.
Bourg-le-Roi est une commune française, située dans le département de la Sarthe en région Pays de la Loire, peuplée de 335 habitants.
La commune fait partie de la province historique du Maine, et se situe dans le Saosnois.

## Géographie
La commune est située au nord de la Sarthe, à 45 kilomètres du Mans, 12 kilomètres d'Alençon et 4 kilomètres à l’est de la route nationale 138. L'autoroute A28, reliant Tours à Rouen est accessible au sud de Bourg-le-Roi, à Rouessé-Fontaine (entrée no 20) et au nord, à Arçonnay (entrée no 19).
|          | Ancinnes     |          |
| Chérisay | Bourg-le-Roi | Ancinnes |
|          | Ancinnes     |          |

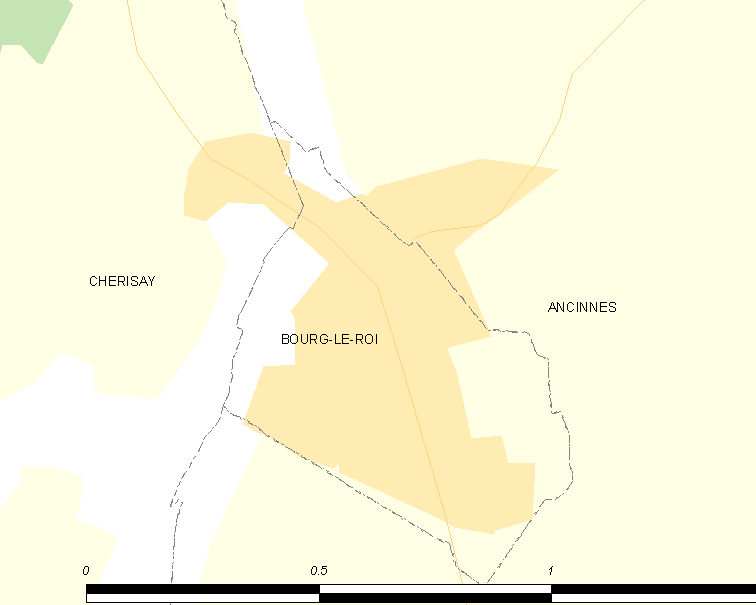
Carte de la commune.
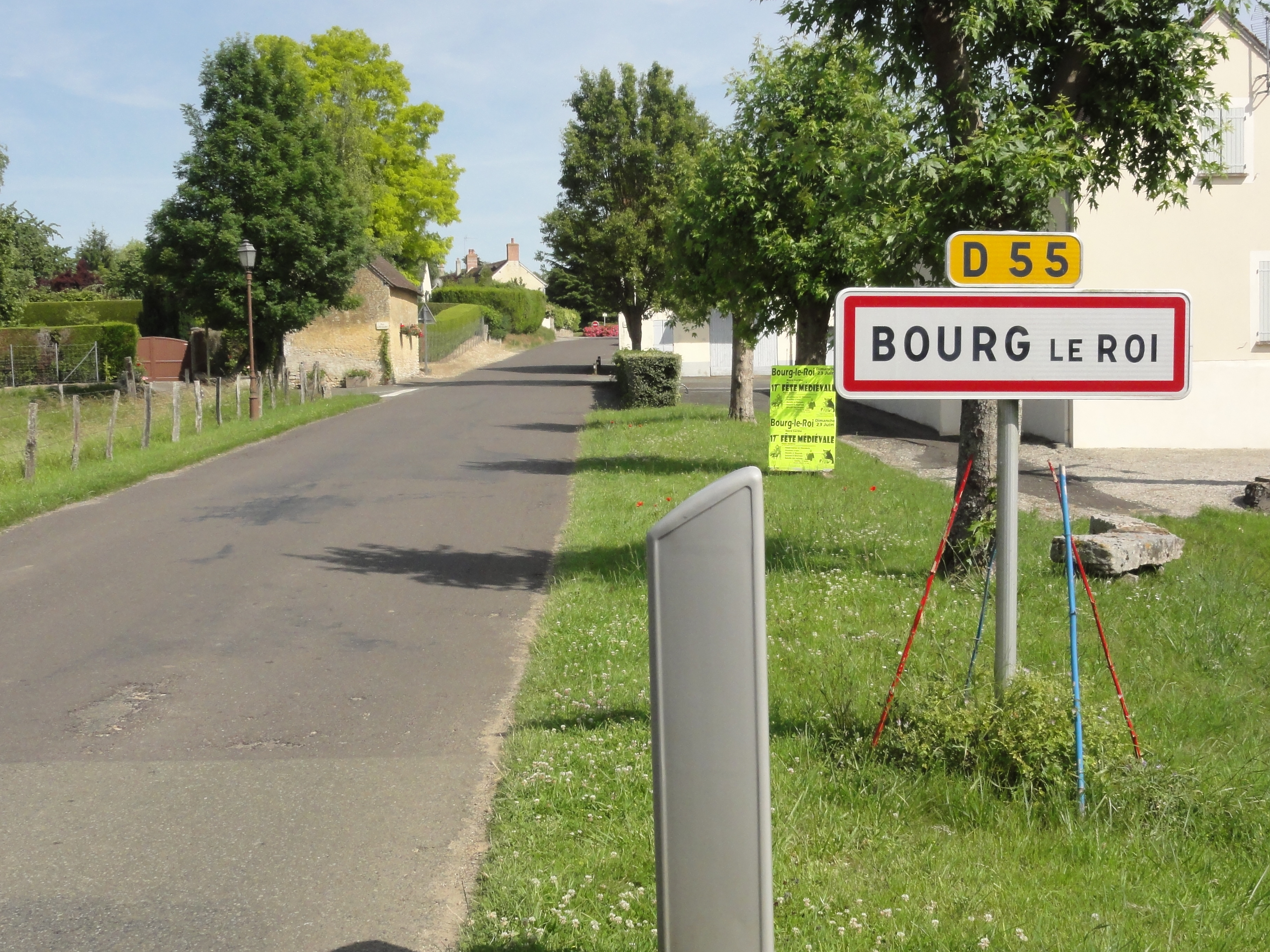
Entrée de Bourg-le-Roi.
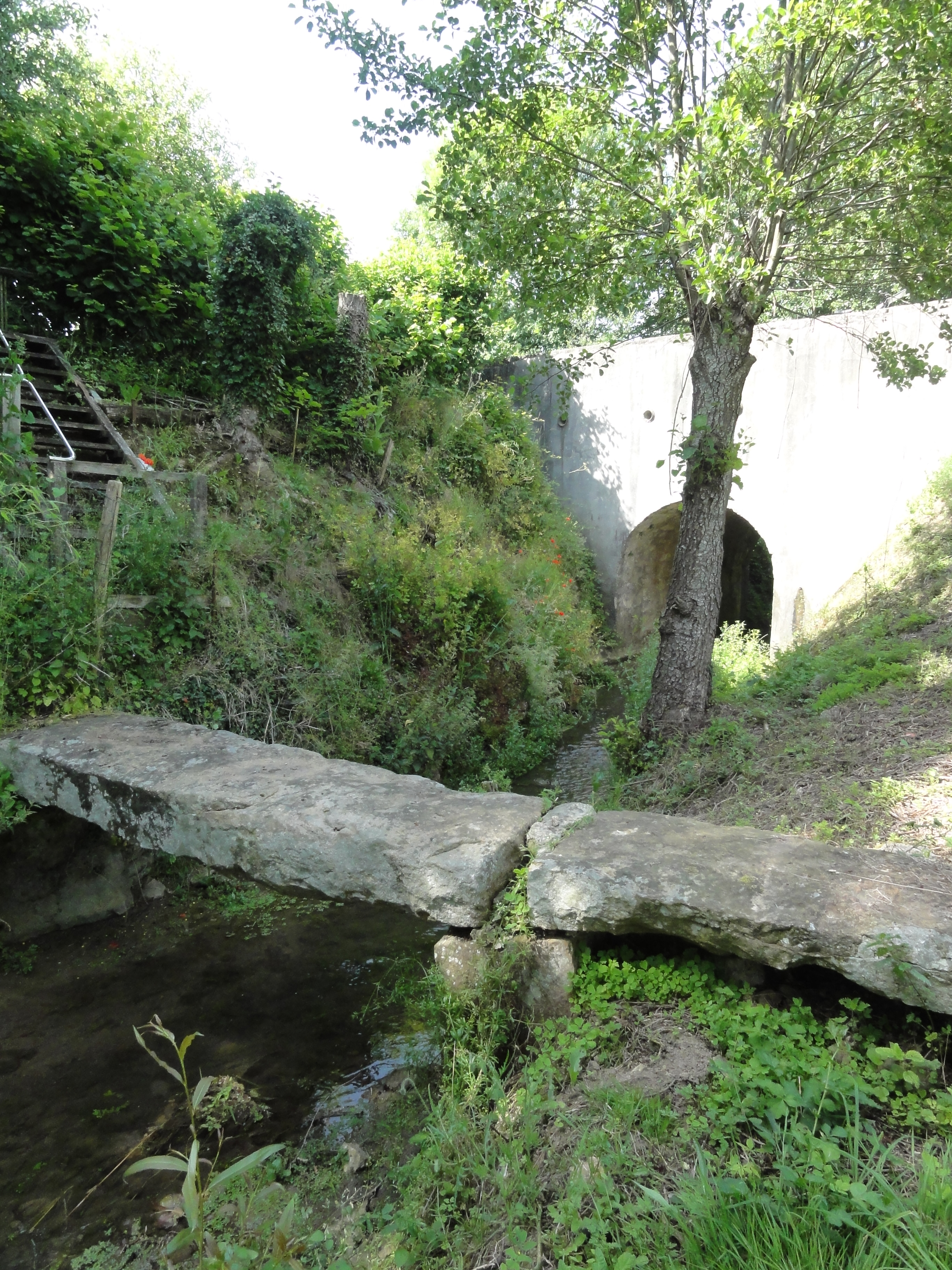
Passerelle sur le Rosay (ruisseau).

### Climat
Pour des articles plus généraux, voir Climat des Pays de la Loire et Climat de la Sarthe.
En 2010, le climat de la commune est de type climat océanique dégradé des plaines du Centre et du Nord, selon une étude du CNRS s'appuyant sur une série de données couvrant la période 1971-2000. En 2020, Météo-France publie une typologie des climats de la France métropolitaine dans laquelle la commune est exposée à un climat océanique altéré et est dans la région climatique  Sud-ouest du bassin Parisien, caractérisée par une faible pluviométrie, notamment au printemps (120 à 150 mm) et un hiver froid (3,5 °C). 
Pour la période 1971-2000, la température annuelle moyenne est de 10,8 °C, avec une amplitude thermique annuelle de 14,2 °C. Le cumul annuel moyen de précipitations est de 728 mm, avec 12,2 jours de précipitations en janvier et 7,2 jours en juillet. Pour la période 1991-2020, la température moyenne annuelle observée sur la station météorologique de Météo-France la plus proche, « Alençon - Valframbert », sur la commune d'Alençon à 10 km à vol d'oiseau, est de 11,3 °C et le cumul annuel moyen de précipitations est de 743,7 mm,. Pour l'avenir, les paramètres climatiques de la commune estimés pour 2050 selon différents scénarios d'émission de gaz à effet de serre sont consultables sur un site dédié publié par Météo-France en novembre 2022.

## Urbanisme

### Typologie
Au 1er janvier 2024, Bourg-le-Roi est catégorisée commune rurale à habitat dispersé, selon la nouvelle grille communale de densité à sept niveaux définie par l'Insee en 2022.
Elle est située hors unité urbaine. Par ailleurs la commune fait partie de l'aire d'attraction d'Alençon, dont elle est une commune de la couronne,. Cette aire, qui regroupe 89 communes, est catégorisée dans les aires de 50 000 à moins de 200 000 habitants,.

### Occupation des sols
L'occupation des sols de la commune, telle qu'elle ressort de la base de données européenne d’occupation biophysique des sols Corine Land Cover (CLC), est marquée par l'importance des territoires artificialisés (63,4 % en 2018), une proportion identique à celle de 1990 (63,4 %). La répartition détaillée en 2018 est la suivante : 
zones urbanisées (63,4 %), terres arables (30,2 %), prairies (6,4 %). L'évolution de l’occupation des sols de la commune et de ses infrastructures peut être observée sur les différentes représentations cartographiques du territoire : la carte de Cassini (XVIIIe siècle), la carte d'état-major (1820-1866) et les cartes ou photos aériennes de l'IGN pour la période actuelle (1950 à aujourd'hui).

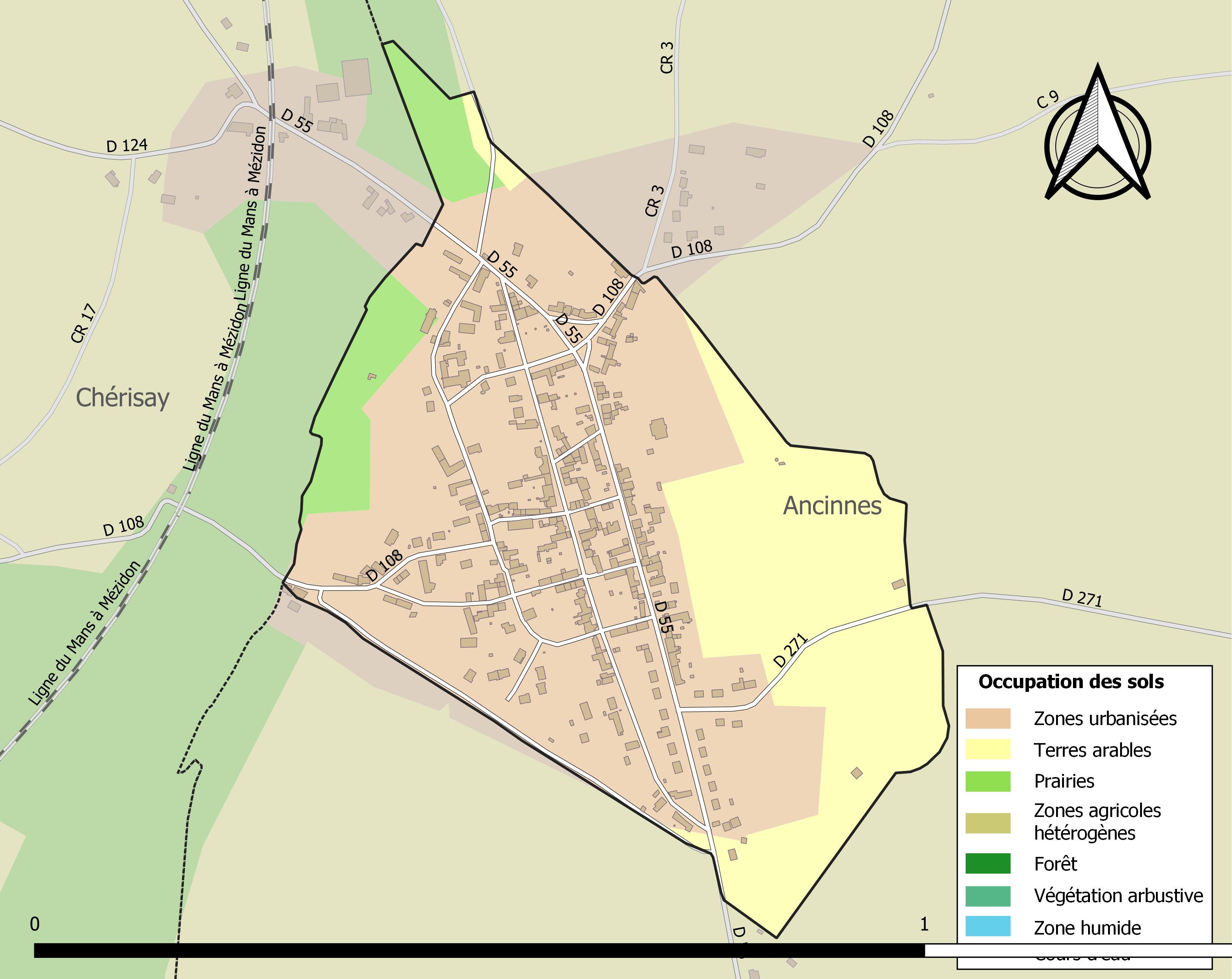
Carte des infrastructures et de l'occupation des sols de la commune en 2018 (CLC).

## Toponymie
Durant la Révolution, la commune porte le nom de Bourg-la-Loi.
Le gentilé est Régis-Borgien.

## Histoire
Le village est mentionné pour la première fois dans les textes en 1154. C'est un domaine du chapitre cathédral du Mans qui semble exister au début du XIIe siècle, même si quelques tessons remontant au haut Moyen Âge ont été découverts dans le cimetière. À la fois village et commune, cet ancien chef-lieu de canton est intégralement compris dans une enceinte de murailles dont il reste d'importants vestiges au nord et au sud. Le caractère fortifié tient également aux deux portes médiévales de la ville. L'habitat est surtout composé de maisons anciennes rénovées, au milieu de jardins arborés. L'ensemble du site a été inscrit à l'inventaire supplémentaire des monuments historiques.
Étendu sur à peine trente-six hectares, Bourg-le-Roi, dans le nord de la Sarthe, est l'une des plus petites communes de France. Seulement 170 maisons, certes, mais un passé glorieux. Bourg-le-Roi fut choisi par Henri II Plantagenêt, roi d'Angleterre et d'une grande partie de l'Aquitaine et de la Normandie, comme place d'observation. Le hameau se situait en effet sur une voie de passage entre Le Mans et Alençon, centres économiques importants. Au XIIe siècle, des fortifications furent donc érigées.
Au XIXe siècle, une industrie de broderie d'art fut fondée. Elle a fermé ses portes en 1968.

## Politique et administration
| Période                                  | Période   | Identité        | Étiquette | Qualité                                            |
| ---------------------------------------- | --------- | --------------- | --------- | -------------------------------------------------- |
| ?                                        | mars 2001 | Georges Royer   | -         | -                                                  |
| mars 2001                                | En cours  | Philippe Martin | SE        | Technicien, président de la communauté de communes |
| Les données manquantes sont à compléter. |           |                 |           |                                                    |

## Population et société

### Démographie
L'évolution du nombre d'habitants est connue à travers les recensements de la population effectués dans la commune depuis 1793. Pour les communes de moins de 10 000 habitants, une enquête de recensement portant sur toute la population est réalisée tous les cinq ans, les populations de référence des années intermédiaires étant quant à elles estimées par interpolation ou extrapolation. Pour la commune, le premier recensement exhaustif entrant dans le cadre du nouveau dispositif a été réalisé en 2004.
En 2022, la commune comptait 335 habitants, en évolution de +6,01 % par rapport à 2016 (Sarthe : −0,25 %, France hors Mayotte : +2,11 %).
| 1793 | 1800 | 1806 | 1821 | 1831 | 1836 | 1841 | 1846 | 1851 |
| ---- | ---- | ---- | ---- | ---- | ---- | ---- | ---- | ---- |
| 441  | 483  | 516  | 516  | 580  | 560  | 563  | 578  | 524  |

| 1856 | 1861 | 1866 | 1872 | 1876 | 1881 | 1886 | 1891 | 1896 |
| ---- | ---- | ---- | ---- | ---- | ---- | ---- | ---- | ---- |
| 599  | 557  | 540  | 479  | 471  | 423  | 412  | 382  | 362  |

| 1901 | 1906 | 1911 | 1921 | 1926 | 1931 | 1936 | 1946 | 1954 |
| ---- | ---- | ---- | ---- | ---- | ---- | ---- | ---- | ---- |
| 400  | 384  | 351  | 341  | 322  | 340  | 275  | 307  | 324  |

| 1962 | 1968 | 1975 | 1982 | 1990 | 1999 | 2004 | 2006 | 2009 |
| ---- | ---- | ---- | ---- | ---- | ---- | ---- | ---- | ---- |
| 341  | 332  | 327  | 329  | 323  | 327  | 326  | 318  | 323  |

| 2014 | 2019 | 2022 | - | - | - | - | - | - |
| ---- | ---- | ---- | - | - | - | - | - | - |
| 311  | 327  | 335  | - | - | - | - | - | - |

### Activités et manifestations
- Tous les quatrièmes dimanches de juin, les habitants organisent une grande fête médiévale qui réunit entre 2 000 et 2 500 visiteurs. Les participants sont costumés et certains endossent de lourdes armures. On voit arborer des dentelles « maison ».
- Mi-septembre : bourse d'échange de pièces auto et moto de collection et rassemblement de véhicules historiques.

## Culture locale et patrimoine

### Lieux et monuments

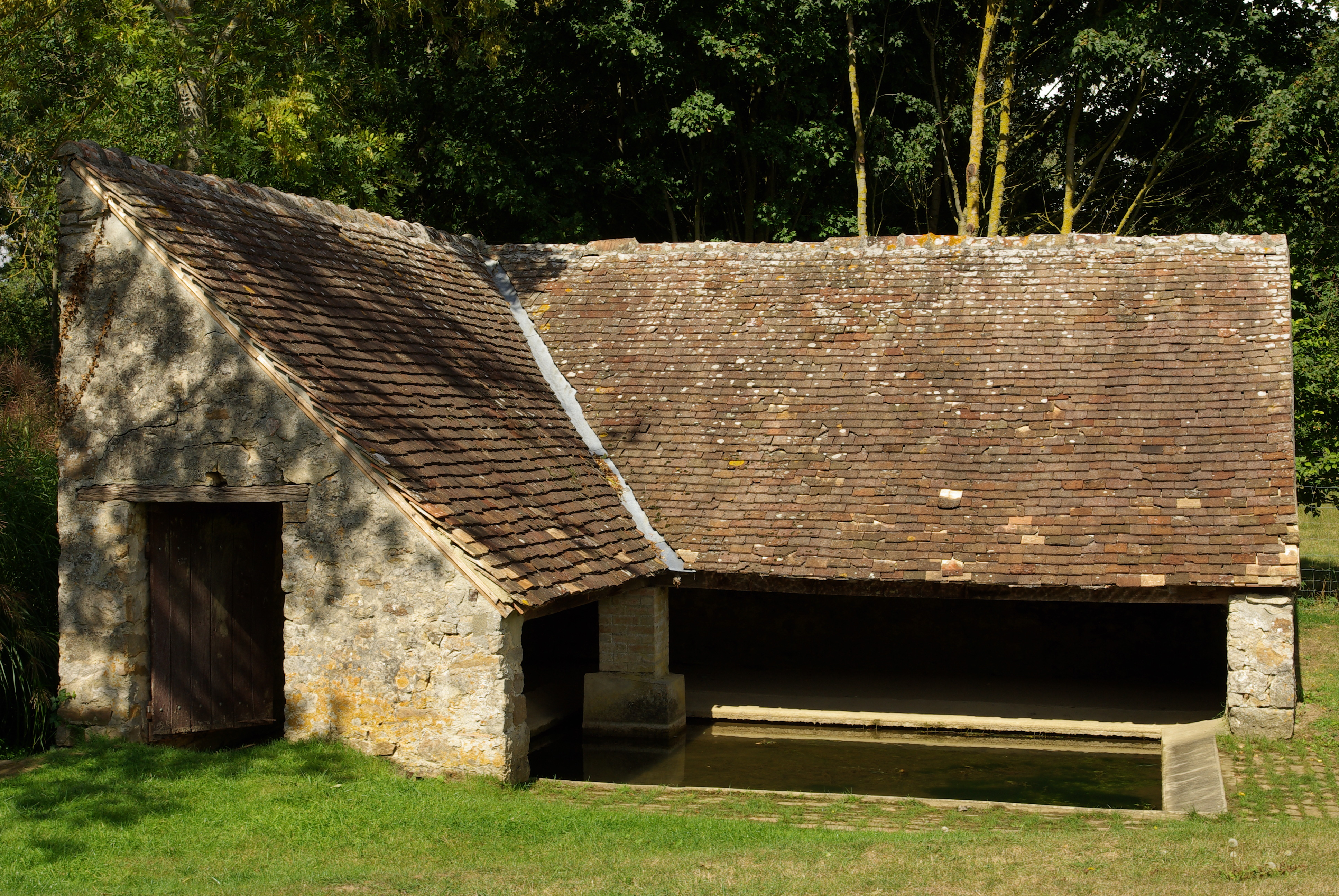
Le lavoir.

- Enceinte fortifiée, du Moyen Âge, XIIe et XIIIe siècles, voulues par Henry II Plantagenêt, incluant la motte castrale et les ruines du donjon, les fossés et enceintes du bourg ainsi que les deux portes fortifiées dites de Saint-Rémy et Saint-Mathurin. L'ensemble est inscrit au titre des monuments historiques en 2014[19].
- Lavoir rénové.
- Musée de la broderie, maison et atelier de broderie (Boulard), spécialisé dans le point de Beauvais. C'est en 1843 que s'installe à Bourg-le-roi un atelier de broderie qui compta jusqu'à soixante ouvrières pendant que d'autres travaillaient à domicile. D'autres ateliers furent créés par la maison Boulard dont les principaux au Mans et à Noyen-sur-Sarthe. En 1930, l'entreprise est devenue Société anonyme Le Point de Beauvais. Fermeture en 1968. Démonstrations au musée, lors d'expositions itinérantes ou de stages. Une fresque de 12 mètres brodée au point de Beauvais retraçant la vie de la cité (de 50 av. J.-C. à 1450 apr. J.-C.), exposition de vêtements ecclésiastiques, de tableaux, linges et vêtements brodés, de dessins de Bourg-le-Roi et son patrimoine architectural.
- Église Saint-Julien.
- Ancien presbytère de 1704 avec des ouvertures à linteaux délardés.

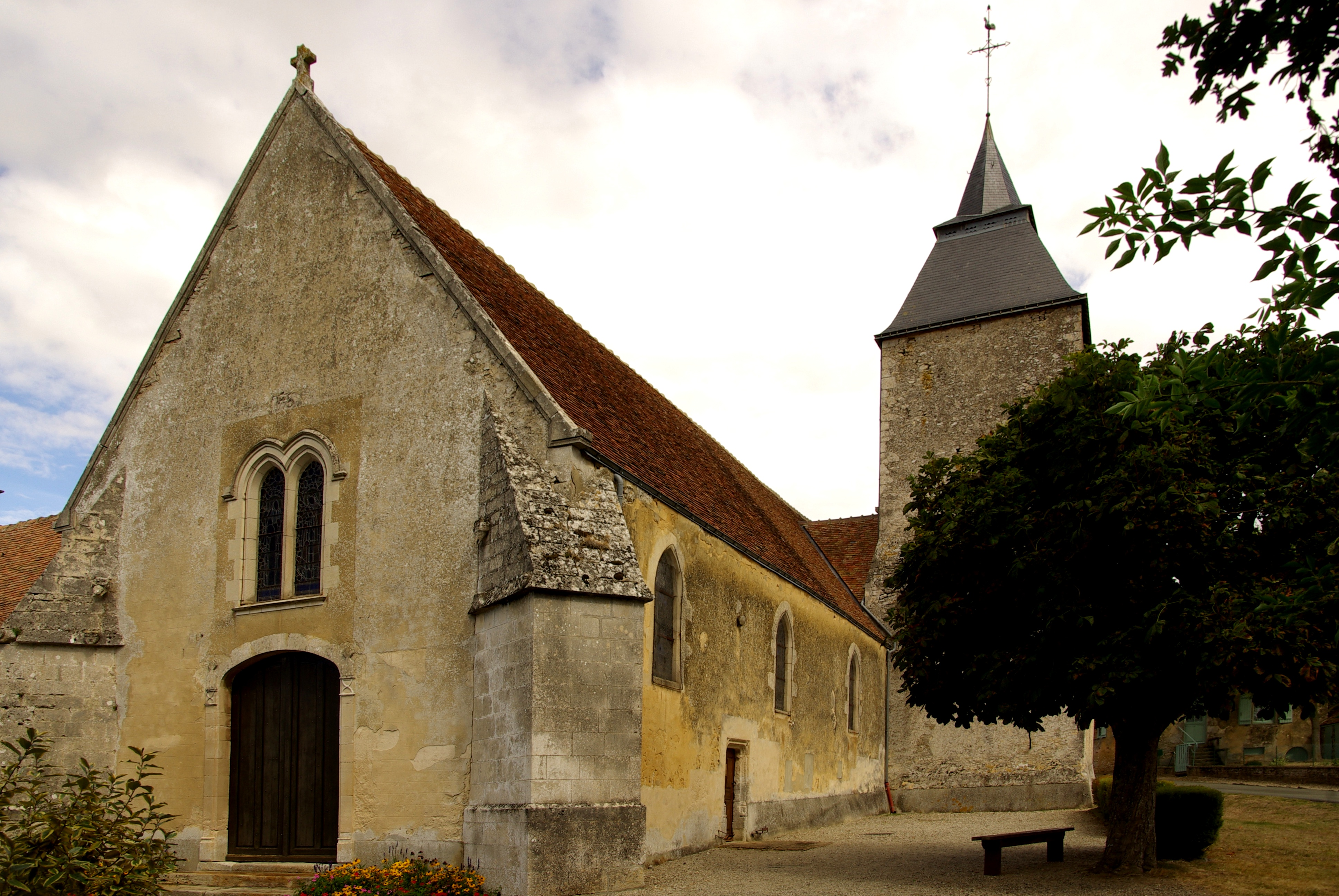
Une vue de l'église Saint-Julien.
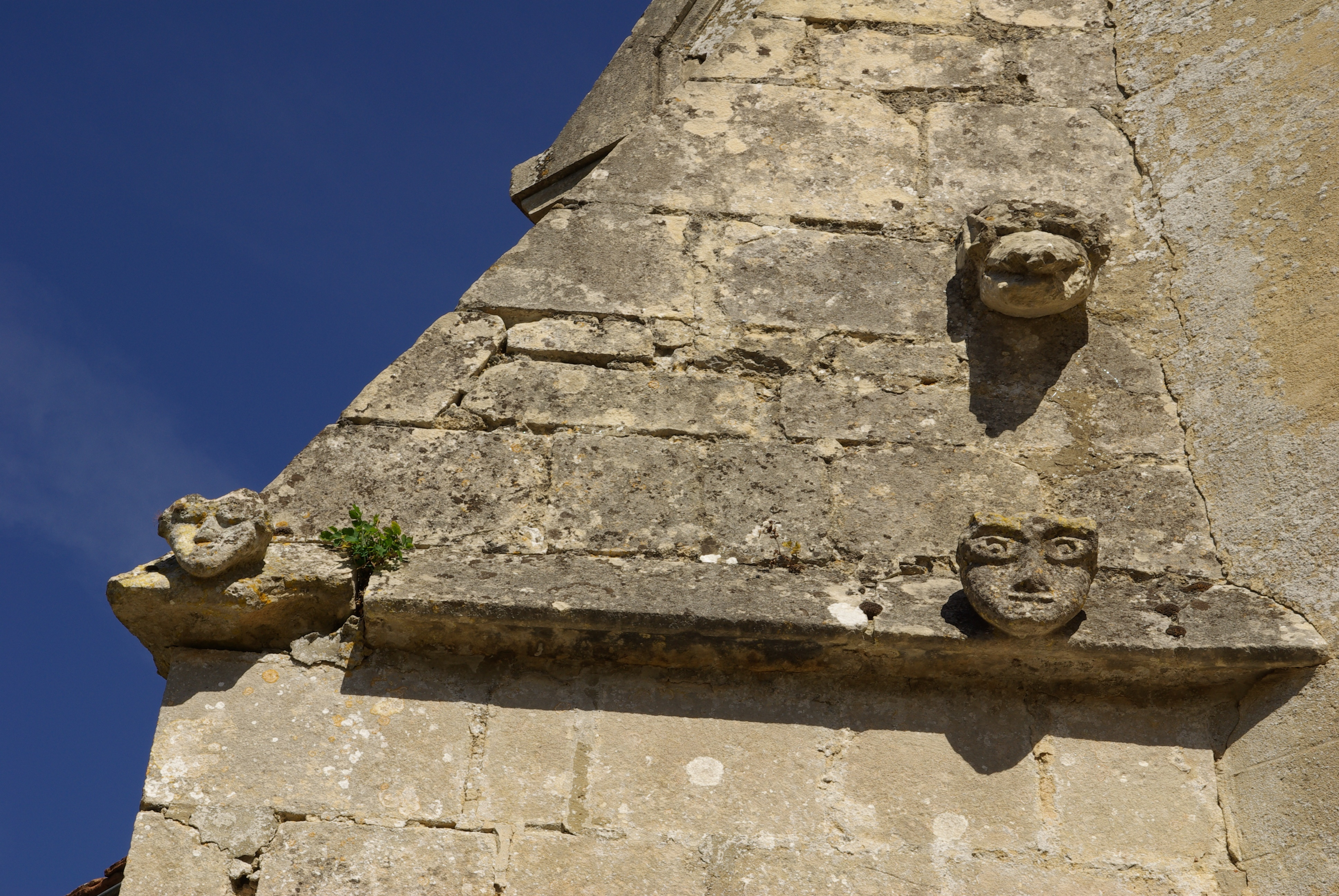
Détails architecturaux de l'église.
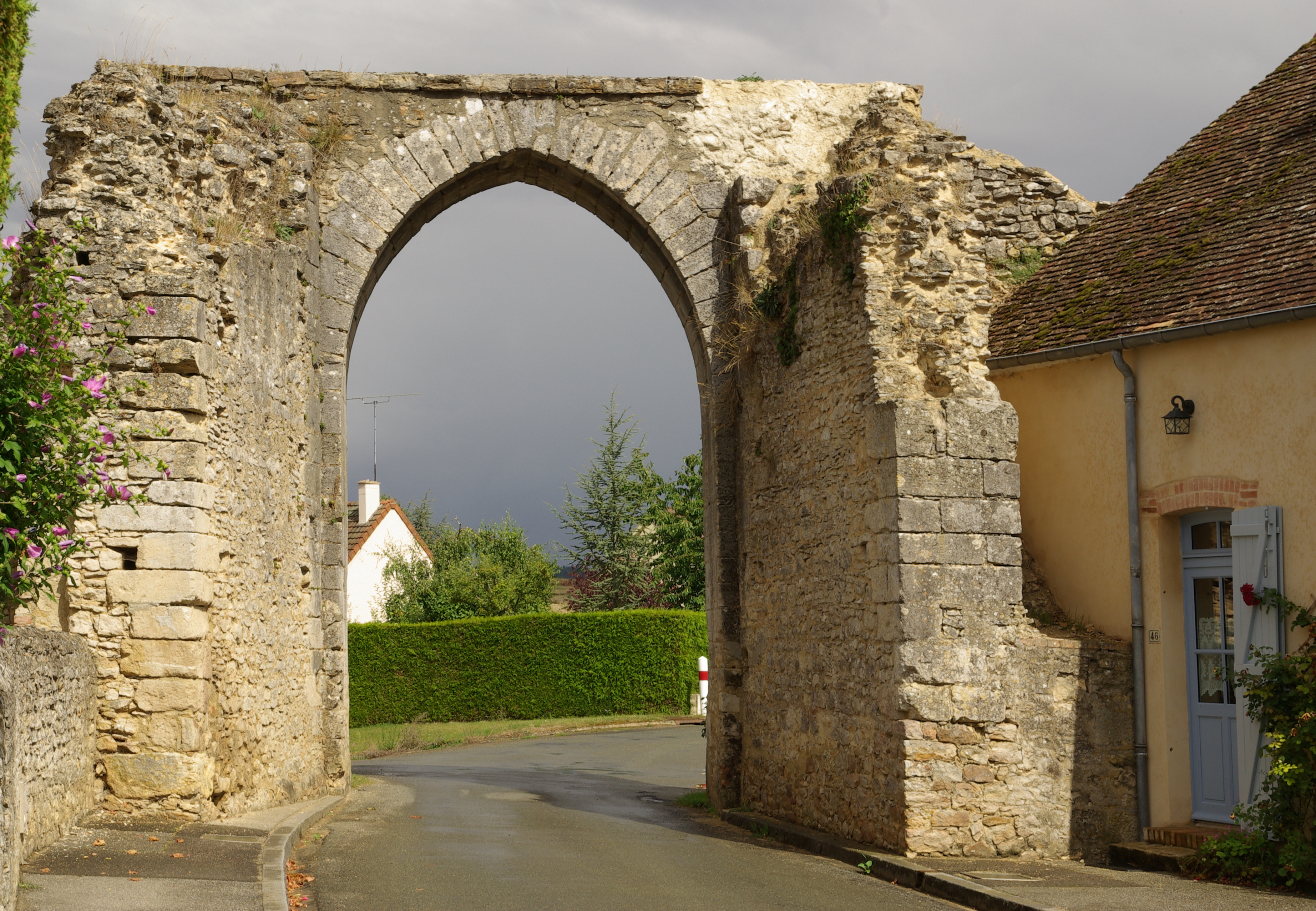
La porte Saint-Rémy.
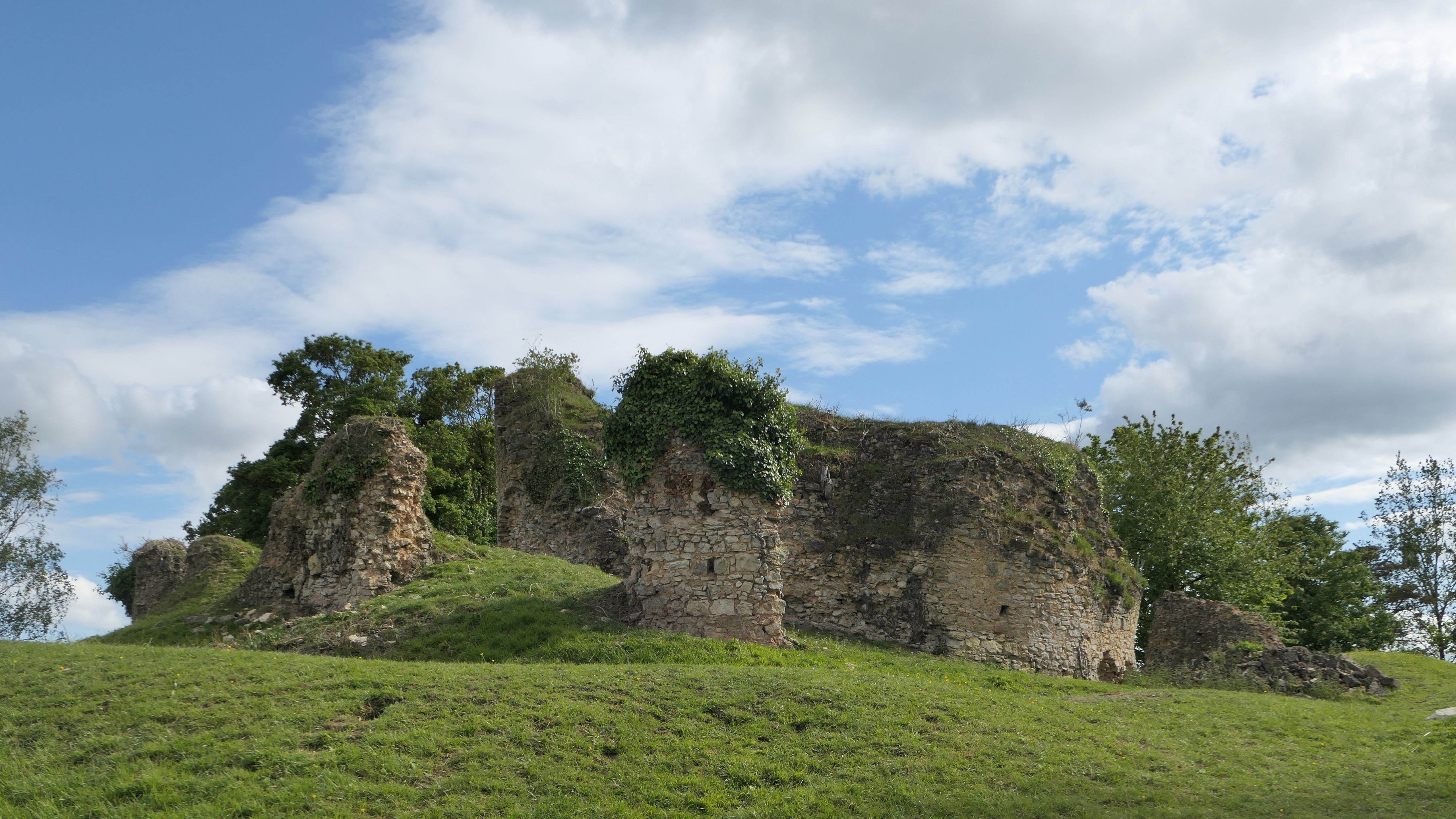
Ruines du donjon.

### Personnalités liées à la commune
- Marguerite Boulard (11 février 1812 - 19 mars 18…), brodeuse, fondatrice des ateliers de broderie de Bourg-le-Roi[20].
- Pierre Fontaine dit Fontin (1610 - 10 février 1678), fermier général (collecteur d'impôts et banquier du Roi Louis XIV)[21]